# Агафонов, Рафаэль Абдулхаевич
Рафаэль Абдулхаевич Агафонов (тат. Рафаэль Габделхәй улы Агафонов; 10 июля 1934, Владимир, Владимирский район, Ивановская Промышленная область, РСФСР, СССР — 26 июня 2014, Казань, Республика Татарстан, Российская Федерация) — советский и российский художник, скульптор, сценограф.

## Биография
Рафаэль Абдулхаевич Агафонов родился 10 июля 1934 года во Владимире. По национальности — татарин, всю свою дальнейшую жизнь в творчестве связавший с Татарстаном.
С 1950 года жил в Казани, где в 1959 году поступил на театрально-декорационное отделение Казанского художественного училища. Окончив училище в 1963 году, уехал по распределению в Альметьевск. Работал художником Альметьевского татарского драматического театра, в частности, выступил автором афиш, декораций и эскизов костюмов к спектаклю «Тамгалы йорт» С. Кальметова («Домик с приметой», 1963, реж. Г. Юсупов). В дальнейшем перешёл на педагогическую работу, преподавал в детской художественной школе № 1.
В 1969 году переехал в Бугульму, где работал в бугульминском филиале Татарского художественного фонда (1976—1986). В 1986 году перешёл на работу в нефтегазодобывающее управление «Альметьевнефть», где до 1996 года был руководителем творческой группы эстетики в цеху научно-исследовательских и производственных работ под руководством Н. Е. Певцова, занимался оформлением производственных помещений, административных зданий и прилегающих территорий. Выйдя на пенсию, уехал к семье в Казань.
Рафаэль Абдулхаевич Агафонов скончался 26 июня 2014 года в Казани, похоронен на кладбище Киндери.

## Очерк творчества
Активно участвовал в художественной жизни нефтяных районов Татарии, был одним из ведущих художников юго-восточного региона республики в области станковой и монументально-декоративной скульптуры. Сыграл определённую роль в развитии скульптуры не только в Альметьевске, но и в Бугульме, будучи практически единственным мастером, создавшим в этих районных центрах ряд декоративных композиций для различных архитектурных сооружений. По приезде из Казани стал основоположником региональной скульптурной школы в Альметьевске, с именем Агафонова связан качественный сдвиг в искусстве монументальной скульптуры — такие его произведения, посвящённые истории и современности нефтяного края, украсили парки, площади, фасады и интерьеры общественных зданий города, став неотъемлемой частью архитектурно пространственной среды. Был также одним из первых профессиональных художников города, занявшихся декоративно-прикладным искусством, в частности, создавал медали, декоративные вазы, настенные тарелки в технике чеканки по меди. Также увлекался живописью и графикой, писал плакаты. Произведения Агафонова находятся в Альметьевской картинной галерее, в частных коллекциях.
Работал с мрамором, бронзой, медью, алюминием, бетоном, гипсом, однако качество творческих поисков ограничивалось отсутствием материальной базы. Будучи человеком творческим и не склонным к коммерции, испытывал трудности из-за отсутствия крупных заказов на скульптуру, ввиду чего многие его работы остались лишь в виде эскизных моделей. Скульптурный язык Агафонова характеризуется реалистической трактовкой образов, чёткой моделировкой формы с акцентом на характерных деталях, тонированием гипсовых композиций под бронзу, проработкой поверхности скульптуры с помощью резца, создающего градации света и тени. Его работы отличаются своеобразием национально-романтической направленности, в произведениях часто встречается обобщенный символико-аллегорический образ народного героя в облике булгарского Воина, татарского Батыра, Матери-воительницы, хранительницы и продолжательницы рода, молодой девушки, олицетворяющей чистоту и красоту.
Участвовал в зональных, республиканских и городских выставках, выставлялся с 1957 года. В том же году на Республиканской выставке самодеятельных художников в Казани занял первое место со скульптурой «Последняя песня» («Муса Джалиль перед казнью»). В творчестве Агафонова важное место занимали темы гражданской и Великой Отечественной войн, в частности, он является автором бюстов Героя Советского Союза М. Г. Сыртлановой (1985), альметьевца М. А. Валиуллина (1980), лётчика В. П. Чкалова (1970). Помимо этого, создал бюст М. А. Ахмадуллина в селе Урсалабаш (1975), бюсты на аллее героев войны в парке культуры Бугульмы — Г. Г. Гафиатуллина, В. С. Графова, П. З. Манакова, Н. П. Сентюкова, И. М. Никитина, М. Х. Халиуллина, В. А. Медноногова, А. П. Рудакова, Г. П. Кудряшева (все — 1975, совместно с А. Х. Абдрашитовым). Также является автором скульптурных портретов нефтяников, рабочих, учёных, деятелей культуры, в частности, горельефа на пьедестале памятника Г. Тукаю возле лицея № 2 в Бугульме (1976), бюстов академика И. М. Губкина перед зданием учебно-курсового комбината «Союзнефтеавтоматика» (1980), члена‑корреспондента Российской академии наук П. И. Рычкова на его родине в селе Спасское Бугульминского района (1984).
В 1970—1980-х годах сосредоточился на тематике малой и большой родины, выступив автором соответствующих скульптурных композиций «Великий Булгар» (1970), «Родная земля — опора сыновей» и «Татарстан» у входа в административное здание Лениногорска (обе — 1977), «Зухра» и «Птица-феникс» у городских родников (ныне утрачены). В 1970 году стал автором скульптурных композиций «Батыр», «Гимнастка», «Земля на ладони», «Победитель», «Факельщик» на тему физкультуры, установленных на городском стадионе, а позднее перемещённых в холл спортивного комплекса ОАО «Татнефть». Авторский стиль Агафонова нашёл яркое проявление в монументальной скульптуре «Вечный огонь» в Бугульме (1986, бетон), жанровых композициях «О любви» (1964, 1969 — гипс), «Татарстан» (1977, гипс тонированный), «Новая Булгария» (1990), скульптурных портретах «Верховой» (председатель 1-й Урсалинской коммунистической ячейки И. Н. Швыткин) (1968, гипс), серия из двенадцати плакеток в технике выколотки по алюминию, посвящённых Мавле Колыю, Якубу ибн Ногману и другим деятелям татарской культуры (все — 1997). В 1988 году создал скульптуру «Сокровища Девона» в технике выколотки из медного листа, которая изначально с фонтаном и подсветкой размещалась в фойе НГДУ «Альметьевнефть», а затем была установлена в оздоровительном лагере «Юность».

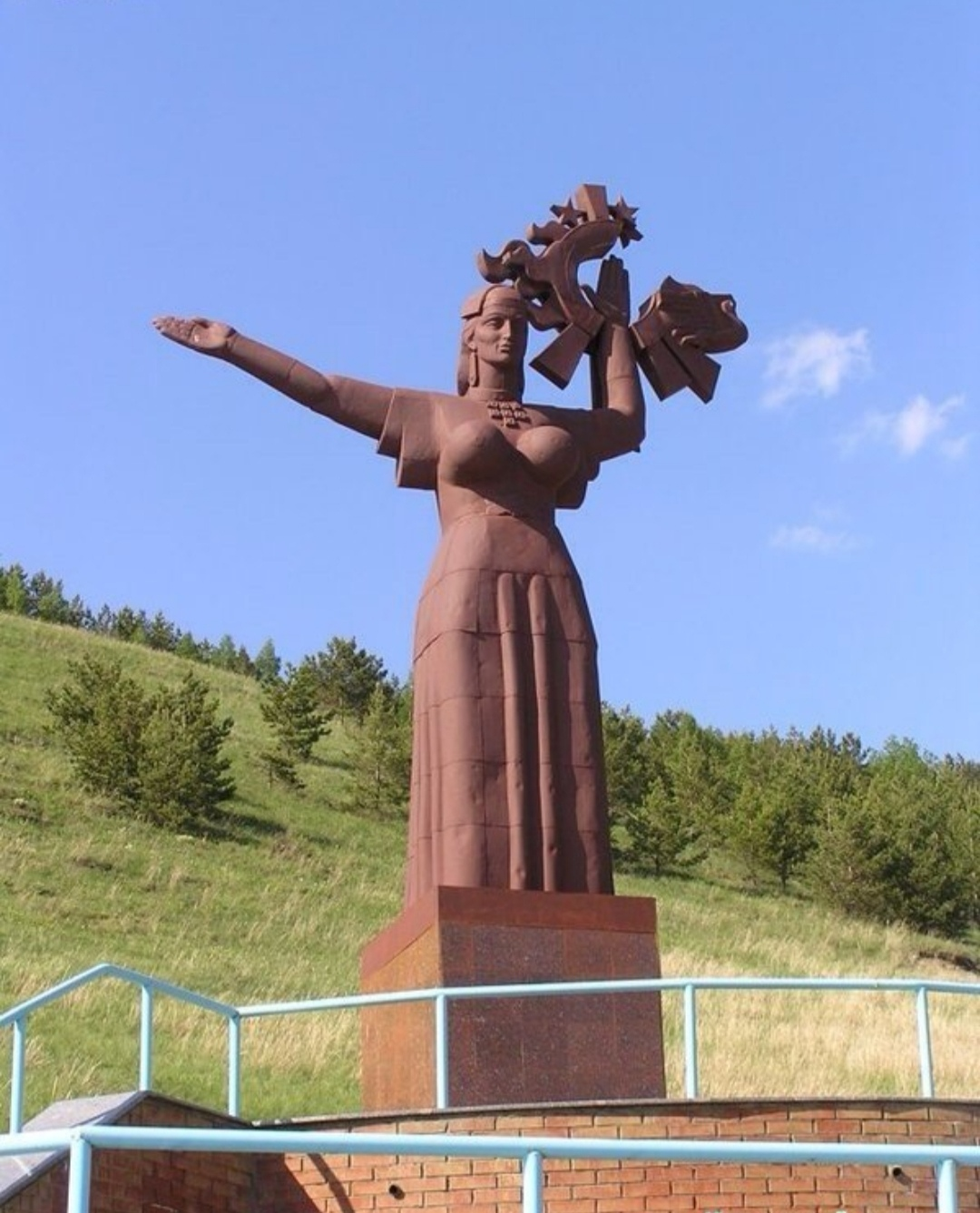
«Мать Татария», 2019 год

Наиболее известным и крупным произведением Агафонова является монументальная скульптура «Мать Татария» (1995), ставшая одним из неофициальных символов Альметьевска. Согласно критикам, скульптура обладает новаторским значением как в отношении оригинального пространственного решения, так в области поисков национальной образности и декоративной выразительности, что нашло своё воплощение в ряде подготовительных моделей и эскизов до создания оригинальной работы. Агафонов трудился над работой два года в обычной мастерской — сначала он лепил отдельные части из глины, покрывал слоем гипса, соединял их и заливал бетоном, а затем по получившей отливке исполнял выколотки из медных листов, которые потом спаивали и склёпывали в единое целое. В дальнейшем готовые медные части скульптуры крепились к металлическому каркасу, который сваривался отдельно уже на месте, на высоком гранитном постаменте при въезде на майдан для Сабантуя. Статуя выглядит несколько непропорциональной, схематичной и грубоватой, что критики связывали с долгой и утомительной работой Агафонова, который стремился максимально упростить внешний вид произведения, всё же отличающегося нужным обобщением и монументальностью. В то же время он отмечал, что если б постамент был выше, по изначальной задумке, то скульптура смотрелась бы с более выгодного ракурса, вызывающего меньше вопросов.
Семиметровая фигура женщины в национальном костюме стоит на стилобате, представляющим собой архитектурно-пространственный комплекс со смотровым видом на Альметьевск — широкая площадка, сложенная из облицовочного кирпича, прорезана несколькими лестничными маршами и террасами, будучи устроенной в несколько уровней с учётом естественного гористого рельефа. Скульптура является воплощением богатой земли-кормилицы, национальным сиволом татарской женщины, что выражено в определённой атрибутике — орнаментированный головной убор калфак, нагрудное украшение яка чылбыры, камзол, помимо общего силуэта длинного татарского национального платья. Все детали орнаментально стилизованы, а четкость и лаконичность форм выражена посредством строго вертикального торса и подчеркнута движением рук. Правая рука вытянута в сторону на уровне груди и своим жестом символизирует гостеприимство, тогда как поднятая вверх левая рука согнута в локте и как бы держит светящийся диск солнца с отходящими от него лучами, пятиконечными звездами, а также разлетающимися силуэтами голубей в качестве символа мира. Скульптура находится в ведении Альметьевского краеведческого музея, однако никак не охраняется, по причине чего в 2023 году её задняя часть была разобрана на металлолом. Вскоре полицейскими был задержан мужчина, который в течение месяца снимал медные листы со скульптуры и сдавал на пункт приёма цветного металла, за что выручил порядка 13 тысяч рублей — в отношении него было возбуждено уголовное дело по статье о краже, а со скульптурой провели реставрационные работы.

## Личная жизнь
Жена — Алсу Усмановна, заслуженный работник культуры Республики Татарстан, преподаватель альметьевской детской музыкальной школы № 1. Имели двух дочерей — Гузель и Гульнур.